# Darcy Swain
Pour les articles homonymes, voir Swain.

a Compétitions nationales et continentales officielles uniquement.

b Matchs officiels uniquement.
Dernière mise à jour le 28 février 2025.
Darcy Swain, né le 5 juillet 1997 à Babinda (Australie), est un joueur international australien de rugby à XV évoluant au poste de deuxième ligne. Il joue avec la franchise des Western Force en Super Rugby depuis 2025.

## Carrière

### En club
Darcy Swain naît dans la petite ville de Babinda dans l'État du Queensland. Il grandit non loin, dans la ville de Cairns, où il commence la pratique du rugby à XV,. 
À l'âge de 15 ans, il est repéré par des recruteurs du Brisbane Boys' College (en), qui lui offre de rejoindre l'établissement. Il termine alors sa scolarité à Brisbane en internat, où il rencontre son futur coéquipier aux Brumbies Len Ikitau. Lors de son passage dans cette école, il représente les équipes jeunes du Queensland.
Au terme de sa scolarité, s'estimant non-désiré par la franchise locale des Reds, il décide de rejoindre la capitale australienne et l'académie des Brumbies. Il joue alors avec l'équipe des moins de 20 ans de la franchise, ainsi qu'avec le club amateur des Tuggeranong Vikings (en) dans le championnat local,.
Il connaît sa première expérience professionnelle en octobre 2016, lorsqu'il dispute un match en tant que remplaçant avec les Canberra Vikings en National Rugby Championship (NRC),. Il dispute avec son équipe la finale de la compétition, que son équipe perd face à Queensland Country.
La saison suivante, il est officiellement retenu dans l'effectif des Vikings pour disputer la saison 2017 de NRC. Il s'impose rapidement comme un titulaire au poste de deuxième ligne, disputant huit matchs (dont six titularisations).
Toujours en 2017, il joue un match amical avec les Brumbies, lors d'une tournée à Singapour. Il signe dans la foulée son premier contrat avec les Brumbies, et fait partie de l'effectif élargi de la franchise pour la saison 2018 de Super Rugby. Il joue son premier match officiel le 22 avril 2018 contre les Jaguares. Il s'agit de l'unique match qu'il dispute cette saison. Peu utilisé avec les Brumbies, il joue cependant régulièrement avec Tuggeranong, et remporte l'ACTRU Premier Division. Au terme de la saison, il s'engage pour une saison de plus avec la franchise basée à Canberra.
En 2019, il obtient davantage de temps de jeu avec les Brumbies, disputant douze matchs lors de la saison. Il n'est cependant titulaire qu'à deux reprises, bloqué par la concurrence des Wallabies Rory Arnold et Sam Carter. Il convainc toutefois la franchise de prolonger son contrat jusqu'en 2022. Plus tard en 2019, il est nommé capitaine des Canberra Vikings.
À partir de 2020, il profite des départs d'Arnold et Carter pour s'imposer plus régulièrement dans le XV de départ,. Il fait partie de l'équipe qui remporte le Super Rugby Australia, bien qu'il ne dispute pas la finale gagnée face aux Queensland Reds,.
Il poursuit sur sa lancée en 2021, s'imposant comme un cadre des Brumbies en deuxième ligne, notamment grâce à son activité défensive.
En 2024, il décide de quitter les Brumbies après sept saisons avec cette équipe, et s'engage avec la Western Force dans le but de relancer sa carrière internationale,.

### En équipe nationale
Darcy Swain joue avec les Barbarians scolaires australiens (sélection scolaire B) en 2015.
Il est retenu avec l'équipe d'Australie des moins de 20 ans en avril 2017 pour disputer le championnat junior d'Océanie,. Il ne dispute cependant pas le championnat du monde junior plus tard la même année.
Il est sélectionné pour la première fois avec les Wallabies en juin 2021 par le sélectionneur Dave Rennie pour préparer la série de test-matchs contre la France. Il obtient sa première cape internationale le 7 juillet 2021 contre la France à Brisbane.

## Palmarès

### En club
- Finaliste du National Rugby Championship en 2017 avec les Canberra Vikings.
- Vainqueur de l'ACTRU Premier Division en 2018 avec les Tuggeranong Vikings.
- Vainqueur du Super Rugby AU en 2020 avec les Brumbies.
- Finaliste du Super Rugby AU en 2021 avec les Brumbies.